# Caecognathia serrata
Caecognathia serrata är en kräftdjursart som först beskrevs av Richardson 1908.  Caecognathia serrata ingår i släktet Caecognathia och familjen Gnathiidae. Inga underarter finns listade i Catalogue of Life.